# Juris Pūce

Juris Pūce (2018)

Juris Pūce (* 22. Januar 1980 in Riga) ist ein lettischer Politiker der Latvijas attīstībai. Von Januar 2019 bis November 2020 war er Minister für Umweltschutz und Regionalentwicklung der Republik Lettland.

## Leben
Juris Pūce wurde 1980 in der damaligen Lettischen SSR geboren. Er studierte an der Universität Lettlands Rechts- und Wirtschaftswissenschaften.

### Politik
Pūce war seit 2014 Vorsitzender der liberalen Partei Latvijas attīstībai (Für Lettlands Entwicklung). Von 2017 bis 2018 war er Abgeordneter im Rigaer Stadtparlament. Bei der Parlamentswahl in Lettland 2018 gelang ihm als Vertreter des liberalen Parteienbündnisses Attīstībai/Par! der Einzug in die Saeima, das lettische Parlament. Dem neuen Kabinett Kariņš I gehörte er zunächst als Minister für Umweltschutz und Regionalentwicklung an. Im November 2020 stolperte er über die Nutzung einer Parkerlaubnis, die aus seiner Zeit als Stadtverordneter in Riga stammte. In der Folge musste er am 12. November vom Ministeramt zurücktreten und kehrte als Abgeordneter ins Parlament zurück. Nach dem Ausschluss der KPV LV aus der Regierung und der der Ernennung seiner Parteikollegin Marija Golubeva zur Innenministerin, übernahm Juris Pūce dort im Juni 2021 das Amt des Fraktionsvorsitzenden.